# Ras Kouroun
Pour les articles homonymes, voir Mont Casius.
Ras Kouroun, El-Katieh ou El-Kas, est une dune située en Égypte, sur le lido délimitant le lac Bardawil au sud de la mer Méditerranée au nord, à l'est de l'isthme de Suez et du delta du Nil et au nord du Sinaï. La dune se distingue dans le paysage plat, bien qu'il ne soit qu'à 100 mètres au-dessus de la mer.

## Dans l'Antiquité
Il est connu depuis l'Antiquité sous le nom de Casius Mons en latin ou Kasion Oros pour des géographes grecs tels que Hérodote qui le considérait comme marquant la frontière entre l'Égypte et la Syrie.
Le lac Bardawil, le « lac Serbonis » d'Hérodote, est le lieu où l'ancien adversaire de Zeus, Typhon, aurait « été caché ».
Casius Mons a donné son nom au siège catholique titulaire de Casius.
Comme l'autre mont Casius en Turquie non loin de la frontière avec la Syrie, il était historiquement associé à un sanctuaire de Zeus, dont l'une des épithètes était Kasios.

## Source
- « Ras Kouroun », dans Pierre Larousse, Grand dictionnaire universel du XIXe siècle, Paris, Administration du grand dictionnaire universel, 15 vol., 1863-1890 [détail des éditions].